# 성화여자고등학교
성화여자고등학교(聖和女子高等學校)는 대한민국 대구광역시 북구 복현동에 위치한 사립 고등학교이다.

## 학교 연혁
- 1979년 4월 14일 : 성화여자고등학교 설립인가(교사부지 대구시 북구 복현동 19-10)
- 1979년 8월 17일 : 교사신축 위치변경 승인(교사부지 대구시 북구 복현동 540-1)
- 1980년 1월 24일 : 성화여자고등학교 설립 본인가 (각 학년 5학급, 전 15학급), 교장 도영태 선생 취임(중학교 겸임)
- 1980년 2월 28일 : 학교본관건물 1, 2, 3층 교실 완공
- 1980년 3월 5일 : 개교 및 제1회 입학식 거행(5학급 311명)
- 1983년 2월 10일 : 제1회 졸업식 거행(305명)
- 1995년 11월 2일 : 서봉관(강당) 완공
- 2001년 3월 1일 : 제2대 성화교육재단 이사장 도일권 선생 취임
- 2022년 1월 27일 : 제40기 졸업식(286명) (졸업생 총인원 20,467명)
- 2022년 3월 2일 : 제43기 입학식(231명)
- 2022년 9월 1일 : 제9대 교장 이재무 선생 취임

## 참고 자료
- 성화여자고등학교 - 한국교육학술정보원 학교알리미